# Электронный паспорт гражданина Российской Федерации
Электронный паспорт гражданина Российской Федерации или Удостоверение личности гражданина Российской Федерации  — официальный документ на электронном носителе, удостоверяющий личность гражданина России. Представляет собой пластиковую карточку с чипом размером с банковскую. Помимо обычных паспортных данных на неё могут быть записаны отпечатки пальцев, рисунок радужной оболочки и другие данные по биометрической аутентификации, данные водительского удостоверения, миграционного учёта, СНИЛС, ИНН, а также электронная подпись. Совершение операций с электронным паспортом будет также возможно через мобильное приложение «Мой паспорт».

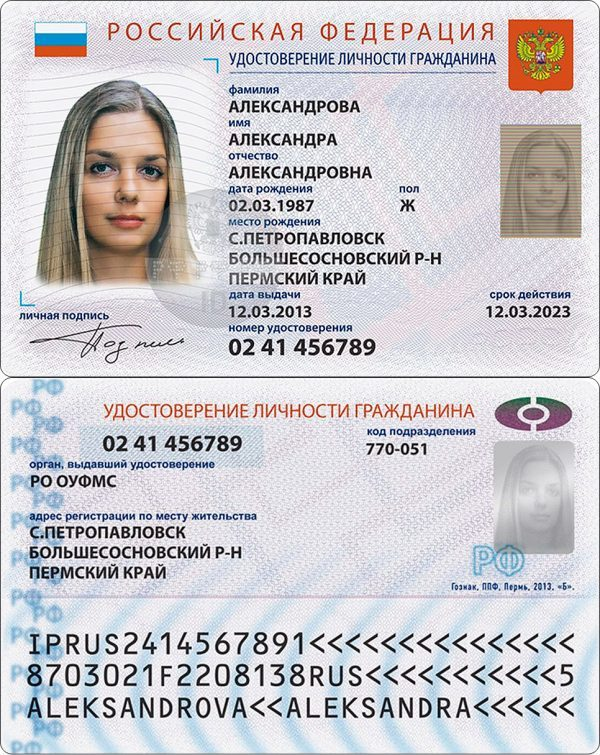
Электронный паспорт (удостоверение личности) гражданина РФ.

Выдача электронных паспортов и внесение в них изменений будет осуществляться органами МВД. При оформлении заявки могут при этом использоваться «криптокабины», используемые ныне при оформлении биометрических загранпаспортов. Электронные паспорта будут обладать криптографической стойкостью, но возможность подделки в целом не исключается. Планируется, что выдача электронных паспортов будет осуществляться c 14 лет вместо традиционных бумажных паспортов.
Против внедрения электронного паспорта выступила Русская православная церковь, которая делала это и ранее.
Разработку и производство микросхемы для электронных паспортов производит научно-исследовательский институт молекулярной электроники (ПАО «Микрон») в Зеленограде, криптоалгоритм разработан в ФСБ. В разработке электронного паспорта также участвуют НИИ «Восход» и АО «Гознак».

## История

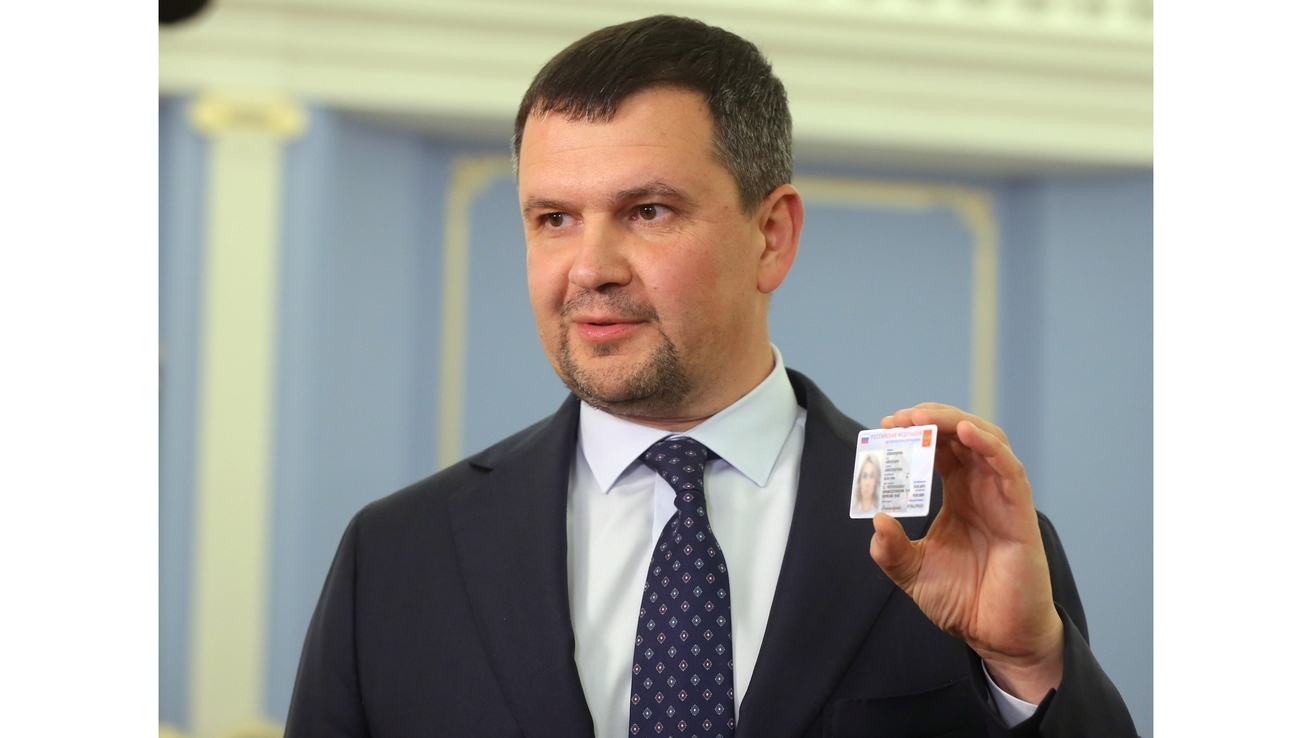
Электронное удостоверение гражданина России впервые было продемонстрировано на брифинге М. А. Акимова по завершении совещания о внедрении электронного удостоверения личности гражданина России 17 июля 2019 года в подмосковных Горках

В России введение электронных паспортов официально начали обсуждать в конце 2000-х годов. В рамках рассмотрения электронного паспорта и биометрического паспорта была введена универсальная электронная карта в 2013 году (первоначально планировалось ввести в 2010 году) и биометрический загранпаспорт в 2006 году. Проекты электронных паспортов (удостоверений личности) рассматривались и в других странах, в частности в Германии.
С 2010 года в России разрабатывался и электронный паспорт призывника, в котором объединялись все документы воинского учёта, который был внедрён окончательно в 2016 году.
В 2013 году Федеральной миграционной службой был разработан законопроект о введении электронного паспорта граждан в России. Внедрение электронного паспорта тогда планировалось начинать в 2016 году.
С 2015 года проводилось тестовое использование электронных паспортов. Тогда предполагалось также совмещение пластикового электронного паспорта с платёжной картой.
В 2017 году в Госдуме также рассматривался законопроект о привязке паспорта к сим-карте.
В 2018 году уже планировался ввод электронных паспортов с 2024 года, для чего Минэкономразвития России и АНО «Цифровая экономика» была начата разработка законопроектов об электронном паспорте и об идентификации граждан. Законопроект об идентификации граждан и создания цифрового профиля граждан был принят для рассмотрения в Госдуме в июле 2019 года.
В 2019 году электронный паспорт гражданина решено было ввести раньше, так планировалось к выдаче с июля 2020 года в Москве, а позже и в остальных регионах России. Предполагалось, что обычные бумажные паспорта гражданина России прекратят выдавать уже в 2022 году. При этом уже выданные паспорта останутся действительными либо до окончания их срока действия, либо до конца жизни его владельца, если он выдан по достижении им 45-летнего возраста. Полностью замену бумажных паспортов на электронные планировалось произвести к 2023 году, при этом электронный паспорт был бы представлен как в виде пластиковой карточки, так и программы, установленной на смартфон. Электронный паспорт в виде пластиковой карточки должен был содержать фотографию (возможно, голограмму) владельца и QR-код, образец был обнародован 17 июля 2019 года заместителем председателя Правительства Российской Федерации Максимом Акимовым.
Также в рамках перехода на цифровую (электронную) экономику был запланирован перевод в электронную форму и других документов, в частности, водительского удостоверения (в том числе в виде мобильного приложения), свидетельства о регистрации транспортного средства, паспорта транспортного средства (ЭПТС).
В первой половине 2019 года в России уже произошёл перевод на электронный СНИЛС с прекращением выдачи бумажного варианта, также происходила привязка паспорта, пенсионного и страхового удостоверений к единому идентификационному номеру в электронной базе данных.
Введение электронного паспорта подразумевает создание единой электронной базы данных документов, в том числе, возможно, и с облачным хранением и доступом, а также решение проблем безопасности, в том числе криптозащиту сим-карт в случае применения программного обеспечения на мобильных устройствах. Вопросы же криптозащиты и выпуска защищённых национальных сим-карт поднимались уже ранее. Для обеспечения онлайн-доступа к персональной информации, в частности, при помощи электронного паспорта в виде мобильного приложения, с 2018 года разрабатывается государственная информационная система «Мир». В начале 2020 года Министерством промышленности и торговли Российской Федерации было выделено 165 млн руб. на внедрение сим-карт с одобренным ФСБ шифрованием.
С 1 июля 2020 года по 31 декабря 2021 года в г. Москве планировалось проведение эксперимента по использованию приложения «Мобильный идентификатор» гражданами в возрасте 18 лет и старше. Приложение привязано к ЕСИА с доступом через профиль граждан на портале «Госуслуг» с активацией в МФЦ и проверкой данных в МВД. При этом планировалось дооснастить МФЦ криптокабинами для внесения данных граждан в ЕБС, если до этого в ней не были введены биометрические данные граждан. В экспериментальном варианте было доступно использование приложения взамен паспорта гражданина по 26 услугам. В мае — июне 2020 года Минкомсвязи был подготовлен соответствующий проект постановления Правительства РФ. По результатам опроса жителей города проведённого «Superjob» в мае 2020 года, только около 22 % были готовы на эксперимент по переходу на электронные идентификаторы взамен бумажного паспорта, этого же мнения придерживается и митрополит Иларион (Алфеев).
В ноябре 2020 года глава Гознака Аркадий Трачук представил возможный вариант модели электронного паспорта. 27 ноября 2020 года Министерство внутренних дел Российской Федерации заявило о том, что электронные паспорта начнут выдаваться в Москве до 1 декабря 2021 года. В соответствии с созданным 19 марта 2021 года и опубликованным проектом указа Президента Российской Федерации, паспорт с электронным носителем и формируемый мобильным приложением электронный документ предполагалось ввести в действие в РФ с 1 декабря 2021 года, с обеспечением технической возможности использования паспорта и электронного документа на всей территории РФ. При этом в Москве возможность оформления паспорта, а также формирования и активации электронного документа предполагалось обеспечить с 1 декабря 2021 года, в остальных субъектах и федеральных территориях РФ по мере технической готовности, но не позднее 1 июля 2023 года. В мае 2021 года в пресс-центре МВД России подтвердили начало выдачи документов не позднее 1 декабря 2021 года в рамках пилотного проекта и не позднее 1 июля 2023 года по всей стране. 29 сентября 2021 года в МВД заявили о готовности к введению в России электронных паспортов.
18 октября 2021 года глава Минцифры РФ М. И. Шадаев выразил надежду, что до конца 2022 года в трёх субъектах РФ удастся начать выдавать новый паспорт в двух видах, взаимосвязанных между собой. Проект указа был внесён на предпоследней неделе 2021 года. 2 января 2022 года вице-премьер Д. Н. Чернышенко сообщил, что цифровые паспорта начнут выдавать в трёх пилотных регионах — Москве, Подмосковье и Татарстане, с начала 2023 года. Цифровой паспорт будет представлен в виде бесконтактной смарт-карты (основной) и электронного приложения для смартфона с выдачей QR-кода, последнее будет заменять паспорт в ограниченных случаях. По желанию, кроме паспортных данных может быть занесены данные ИНН, СНИЛС, номер водительского удостоверения. Замена бумажного паспорта на электронное заявлено как добровольное, но в случае выдачи электронного паспорта, бумажный будет изыматься. Также с 1 июля 2022 года был изменён порядок замены/выдачи паспортов: сокращён с 10 и 30 дней срок оформления до 5 дней, просроченный паспорт действителен до 90 суток.
16 июня 2022 года Максут Шадаев на Петербургском международном экономическом форуме объявил о заморозке проекта выдачи электронных паспортов на неопределённый срок.
15 февраля 2023 года Максут Шадаев на заседании Правительства РФ предложил внедрить цифровое удостоверение личности на смартфоне, которое можно подтвердить через Госуслуги. Президент В. В. Путин поддержал это предложение и попросил ускорить процедуру. Проект планировалось согласовать до 1 мая 2023 года. 13 апреля 2023 года Минцфиры подготовило проект указа, согласно которому цифровой вариант документа на Госуслугах будет приравниваться к бумажному оригиналу.
18 сентября 2023 года был подписан и издан Указ Президента Российской Федерации об электронном паспорте, которым предъявляемые сведения с портала «Госуслуги» при помощи мобильного приложения ЕПГУ в некоторых случаях заменяют предъявление бумажного паспорта. 6 октября 2023 года Минцифры РФ был создан проект постановления, согласно которому предусматривается возможность использования цифрового паспорта теми гражданами, у которых есть записи в ЕБС. 27 октября 2023 года в Управлении по вопросам миграции МВД России заявили, что у них отсутствует техническая возможность для выдачи электронных паспортов.

## Подобные системы в мире

### Эстония
Основная статья: э-Эстония

Основная статья: Электронная подпись в Эстонии

Эстонская ID-карта — идентификационная смарт-карта жителя Эстонии. Выдаётся начиная с 2002 года. Карта является первичным удостоверением личности и действительна в пределах Эстонии; она признана всеми членами Евросоюза и государствами - членами Шенгенского соглашения, не входящими в Европейский союз, в качестве официального удостоверения для путешествующего лица. Для поездок за пределы Евросоюза, кроме Норвегии, Исландии, Швейцарии, Македонии и Черногории, гражданам Эстонии необходим эстонский паспорт. Все граждане и граждане ЕС, постоянно проживающие в Эстонии, могут получить ID-карту. С внесением изменений в законодательство об иностранцах лица с временным видом на жительство получают карту вида на жительство вместе с разрешением на пребывание (поселение) в Эстонии в качестве документа, подтверждающего вид на жительство и присвоение иностранцу эстонского личного идентификационного кода. При продлении вида на жительство на очередной срок иностранцу выдаётся новая карта вида на жительство, содержащая информацию о сроке действия вида на жительство, а также права на работу. Вид на работу может содержать информацию, по какой профессии обладатель вида на работу имеет право работать и если есть ограничения, в какой фирме.
С 2000 года правительство Эстонии перешло к безбумажным заседаниям кабинета министров, пользуясь электронной сетью документации в Интернете. По результатам конкурса Европейской комиссии проект переведения госсектора на электронную документацию, в результате которого к электронному обмену документами присоединилось уже около 500 учреждений, в том числе все министерства, уездные управы и почти все департаменты и инспекции, был признан лучшим в Европе.
С 2000 года в Эстонии можно подавать налоговые декларации электронным путём. В 2010 году 92 % налоговых деклараций в Эстонии были предоставлены через Интернет. Через единый портал гражданин по сети Интернет может получать различные государственные услуги.
По состоянию на январь 2009 года в Эстонии проживали более 1 000 000 обладателей ID-карт (90 % всего населения Эстонии). ID-карта является удостоверяющим личность документом для всех граждан Эстонии старше 15 лет и постоянных жителей Эстонии, находящихся в стране на основании вида на жительство. С помощью ID-карты жители Эстонии могут удостоверить свою личность как обычным, так и электронным способом, а также использовать карту для оформления цифровой подписи, для участия в выборах и даже покупки проездных билетов на общественный транспорт.
В октябре 2005 года прошли интернет-выборы в органы местных самоуправлений. Эстония стала первой страной в мире, реализовавшей голосование через интернет как одно из средств подачи голосов. В 2007 году Эстония стала первой в мире страной, предоставившей своим избирателям возможность голосовать через Интернет на парламентских выборах. На прошедших парламентских выборах 2019 года в Эстонии через интернет были поданы рекордные 247 232 голоса, 43,8 % от общего числа.

#### Электронное резидентство
Электронное резидентство (e-Residency) — программа, запущенная правительством Эстонии 1 декабря 2014 года, которая позволяет людям, не являющимся гражданами Эстонии, иметь доступ к таким услугам со стороны Эстонии, как формирование компании, банковские услуги, обработка платежей и оплата налогов. Программа даёт всем её участникам (так называемым e-resident) смарт-карты, которые они могут использовать в дальнейшем для подписания документов. Программа направлена на людей из не зависящих от местоположения сфер предпринимательства, например, разработчиков программного обеспечения и писателей.
Первым виртуальным резидентом Эстонии стал британский журналист Эдвард Лукас.
Виртуальное резидентство не связано с гражданством и не дает прав физически посещать или переселяться в Эстонию. Виртуальное резидентство не влияет на налогообложение доходов резидентов, не делает обязанностью платить подоходный налог в Эстонии и не освобождает от налогообложения доходов в стране проживания (гражданства / подданства) резидента. Виртуальное резидентство позволяет использовать следующие возможности: регистрация компании, подписание документов, зашифрованный обмен документами, онлайн-банкинг, подача налоговой декларации, а также управление медицинскими услугами, связанными с медицинскими рецептами. Смарт-карта, выданная в соответствующих органах, предоставляет доступ к услугам. Регистрация бизнеса в Эстонии является «полезным для предпринимателей в интернете на развивающихся рынках, которые не имеют доступа к поставщикам онлайн платежей», а также для стартапов из таких стран, как Украина или Белоруссия, которые подвергаются финансовым ограничениям со стороны их правительств.
По состоянию на 2019 года электронными резидентами Эстонии стали более 60 000 человек, на 2020 год — более 65 000 человек, ими было создано более 10 100 компаний. За 5 лет работы программа принесла более 35 млн € прямого дохода экономике Эстонии, а также другие косвенные экономические выгоды. По состоянию на 2021 год электронными резидентами Эстонии стали более 80 000 человек из 170 стран мира.